# 구미강동병원
구미강동병원은 경상북도 구미시 인동20길 46에 있는 종합병원이다.